# Веропотвелян Петро Миколайович
Петро Миколайович Веропотвелян (1 червня 1930, Батумі,) — український та радянський лікар, лікар у міській лікарні № 1 м. Кривий Ріг (1957—1959), головний лікар міського клінічного пологового будинку № 1 м. Кривий Ріг (1959—2000), заслужений лікар УРСР, кандидат медичних наук, член правління Асоціації акушерів-гінекологів України, член Європейської Асоціації акушерів-гінекологів.

## Життєпис
Народився 1 червня 1930 року у місті Батумі.
З 1935 року проживав з родиною у місті Кривий Ріг.
Після закінчення школи робітничої молоді № 15 (м. Кривий Ріг) в 1947 р. поступив у Херсонське морехідне училище ММФ СРСР не закінчивши яке, вирішив вступити до медичного інституту.
З 1951 по 1957 роки проходив навчання у Дніпропетровському медичному інституті.
У 1957 р. закінчив Дніпропетровський медичний інститут.
З 1957 по 1959 роки працював у міській лікарні № 1 міста Кривий Ріг лікарем-хірургом, а потім акушером-гінекологом.
З 1959 по 2000 рік був беззмінним головним лікарем міського клінічного пологового будинку № 1 м. Кривий Ріг.
У період з 1965 по 1967 роки — завідувач районним відділом охорони здоров'я Центрально-Міського району (м. Кривий Ріг). За цей період під його керівництвом збудовано корпуси поліклініки на 750 відвідувань/зміну, стаціонар на  250 ліжок, водолікарню багатопрофільної клінічної лікарні №3; реконструйовано декілька лікувальних закладів району.
У 1975 році за його ініціативою вперше у практичній системі охороні здоров'я колишнього СРСР був збудований окремий 3-х поверховий корпус медико-генетичного центру, який на даний час є одним з провідних медико-генетичних центрів України.
У 1976 році захистив дисертацію на здобуття наукового ступеня кандидат медичних наук.
У 1983 році під його керівництвом був збудований новий сучасний корпус пологового будинку №1 який став базою передового досвіду країни.
У 1993 р. під керівництвом Веропотвеляна П. М. збудовано новий 5-ти поверховий корпус спеціалізованого центру пренатальної діагностики, медицини плоду і генетики репродуктивної функції людини.
З 2000 по 2002 роки — головний лікар КУ «Міжобласний центр медичної генетики та пренатальної діагностики» (м. Кривий Ріг).
З 18.07.2002 р. по 29.03.2017 р. — завідувач кабінету патології репродуктивної функції Міжобласного центру медичної генетики та пренатальної діагностики (м. Кривий Ріг).
Як лікар-клініцист свою професійну діяльність в значній мірі присвятив лікуванню жінок з неплідністю, завдяки чому понад 7000 жінок знайшли довгоочікуване щастя материнства.
Він також займався активною суспільно-громадською діяльністю, неодноразово обирався депутатом Центрально – міської районної ради м. Кривий Ріг.
Крім клінічної практики, займався науковою діяльністю. П.М. Веропотвелян - автор понад 650 наукових праць, опублікованих у вітчизняних та зарубіжних медичних виданнях, у т.ч. в монографіях і підручниках, автор винаходу і 15 раціоналізаторських пропозицій. Член редколегії  та редакційних рад низки вітчизняних наукових медичних журналів: «Педіатрія», «Акушерство і гінекологія», «Здоров’я жінки», «Репродуктивна ендокринологія», «Жіночий лікар» та інші.
Петро Миколайович до останнього свого подиху активно та плідно працював. Навіть в останній день свого життя він працював на своєму робочому місці.

## Нагороди
- Знак «Відмінник охорони здоров'я» (1969)
- Медаль «За трудову доблесть» (1971)
- Орден Трудового Червоного Прапора (1971)
- Мала золота медаль ВДНГ СРСР (1980)
- Бронзова медаль ВДНГ України (1983)
- Медаль «Ветеран праці» (1984)
- Звання «Заслужений лікар УРСР» (1984)
- Ювілейна медаль «50 років Перемоги у Великій Вітчизняній війні 1941—1945 рр.» (1995)
- Золотою медаллю «За досягнення у Науці» Міжнародної Кадрової Академії ЮНЕСКО (2000)
- Відзнака виконкому міськради м. Кривий Ріг — нагрудний знак За заслуги перед містом (Кривий Ріг) III ступеню (2000)
- Ювілейна медаль «60 років Перемоги у Великій Вітчизняній війні 1941—1945 рр.» (2005)
- Ювілейна медаль «65 років Перемоги у Великій Вітчизняній війні 1941—1945 рр.» (2010)
- Відзнака виконкому міськради м. Кривий Ріг — нагрудний знак За заслуги перед містом (Кривий Ріг) II ступеню (2010)
- Відзнака виконкому міськради м. Кривий Ріг — нагрудний знак За заслуги перед містом (Кривий Ріг) I ступеню (2011)
- Відзнака Центрально-Міського району м. Кривий Ріг (2013)
- Відзнака голови Дніпропетровської облдержадміністрації «За розвиток регіону» (2015)
- Медаль «Знання, Душа, Серце Людям»
- Відзнака УПЦ Орден преподобного Агапіта Печерського (2015)
- Відзнака Міжнародної Громадської організації «Земляцтво Придніпров’я» (2016)

Нагороди криворізької міської організації профспілки працівників охорони здоров’я України:
- Орден «Сповідник Лука професор Войно-Ясенецький», рубінова номінація (2013)
- Орден «Сповідник Лука професор Войно-Ясенецький», лазурова номінація (2015)
- Орден «За здобутки в галузі охорони здоров’я Кривбасу» (2015)

## Пам'ять
Рішенням Дніпропетровської обласної ради від 14.02.2020 р № 564-21 / VII центр
перетворено в комунальне підприємство «Міжобласний центр медичної генетики та пренатальної діагностики імені П.М. Веропотвеляна» Дніпропетровської обласної ради
26 січня 2018 р. на будівлі КЗ «Міжобласний центр медичної генетики і пренатальної діагностики імені П. М. Веропотвеляна» рішенням Дніпропетровської обласної ради встановлено та відкрито меморіальну дошку на честь пам'яті Петра Миколайовича Веропотвеляна.
Крім того, на честь Петра Миколайовича було засновано громадську медаль «Майбутнє — в єдності поколінь. В пам'ять Петра Веропотвеляна» для нагородження лікарів та медичного персоналу за високі досягнення в акушерстві-гінекології, перинатології та дитячій медицині. Його ім’я громадськістю спілки віднесено до списку видатних особистостей Кривого Рогу, що увійшли до видання «Легенди трудового Кривбасу».